# Lio Piccolo
Lio Piccolo è una frazione del comune di Cavallino-Treporti, località della Laguna Veneta, che ad oggi conta appena 22 abitanti. È talvolta indicata come un'isola, sebbene sia piuttosto un insieme di isolotti separati da stretti canali. L'appellativo Lio è un termine locale, oggi in disuso, che significa lido. L'appellativo latino Litus Minus (lido minore) servì per distinguerla dalla vicina Litus Maior (lido maggiore), l'attuale Lio Maggiore di Jesolo.
Vi si accede da Treporti percorrendo una strada molto panoramica, essendo essa del tutto circondata da paludi. Si tratta di una località prevalentemente agricola: attorno alla chiesetta dedicata a Santa Maria della Neve sorgono una manciata di edifici, mentre il paesaggio circostante si caratterizza per la presenza di orti - dove si coltivano, tra l'altro, le note castraùre (il primo germoglio del carciofo violetto) e le zizołe (giuggiole) - con qualche casone isolato, intervallati da canali, zone di barena e valli da pesca.
Ha subito, nel corso dei secoli, notevoli mutazioni territoriali, a causa di fenomeni quali la subsidenza e l'erosione marina.

## Storia
L'origine di Lio Piccolo costituisce parte integrante dell'evoluzione morfologica della laguna di Venezia. Si suppone, infatti, che la località derivi, come gran parte del territorio lagunare, dal costante accumulo di detriti fluviali portati a valle dai numerosi corsi d'acqua che sfociavano in questi luoghi ed in particolare, data la prossimità, dal fiume Piave. A questo si aggiunge la costante azione del mare che, attraverso le maree e le correnti marine, contribuirono alla modellatura di queste terre.
Sebbene Lio Piccolo sia oggi una località prettamente agricola e scarsamente popolata, le testimonianze archeologiche descrivono il luogo come un fiorente scalo commerciale in epoca imperiale romana legato, per contiguità e cultura, a Lio Maggiore e ad Altino. Riferibili a questo periodo sono i ritrovamenti, per metà sott'acqua, dei resti di due grandi case-emporio con ricchi pavimenti in mosaico.
Le fonti storiche riferite all'XI e al XIII secolo, parlano di un monastero, di una parrocchiale dedicata al San Salvatore e di un'altra chiesa dedicata a Santa Maria. Parallelamente a Torcello e agli altri centri della Laguna Nord, anche Lio Piccolo cominciò a decadere verso il XIV secolo soprattutto a causa del peggioramento delle condizioni climatiche ed ambientali. Indice di questo fenomeno, la parrocchia fu sottoposta dapprima a quella di Lio Maggiore e, successivamente, a quella di Torcello.
Dal XV a gran parte del XVII secolo non si hanno altri riferimenti storici, probabilmente perché allora la località era abbandonata del tutto.
Venne indicata successivamente in una mappa del 1692, dove si notano terreni agricoli di proprietà del monastero di San Giovanni Battista di Murano e una casa colonica. Nel 1696 è confermato il reinsediamento con la costruzione di una chiesa dedicata alla Madonna della Neve, costruita sulle rovine della chiesa di Santa Maria. Quest'ultima, dedicata poi al Rosario, a San Domenico e a San Francesco, nel 1711 fu visitata dal vescovo di Torcello Marco Giustinian. Divenuta proprietà dei nobili Boldù, nel 1791 questi vi costruirono l'attuale chiesa ridedicata a Santa Maria della Neve e restaurarono il vicino palazzo (il palazzo Boldù, appunto) risalente alla fine del Seicento. Il centro fiorì ulteriormente con l'apertura della salina di San Felice. La visita del patriarca Angelo Ramazzotti nel 1860 diede inizio anche all'ampliamento della chiesa, con la costruzione della canonica e del campanile (1911). Nel 1951 addirittura divenne parrocchiale, ma pochi anni dopo il centro ricominciò a decadere: la stessa chiesa divenne succursale della SS. Trinità di Treporti e fu infine chiusa perché pericolante.
Nel 2008 sono terminati i lavori di manutenzione e messa in sicurezza del Palazzo Boldù e della chiesa, nonché del restauro completo del campanile.
Nel 2021 il comune ha istituito una Zona tutelata a rilevanza urbanistica, limitando l'accesso nei fine settimana ai veicoli a motore.

## Nel cinema
L'oca è fuori, film del 2022 di Francesco Lazzarini e Davide Casagrande, è stato girato quasi interamente a Lio piccolo. In questa località è inoltre ambientato il film Il signor Diavolo (2019) di Pupi Avati.

## Galleria d'immagini

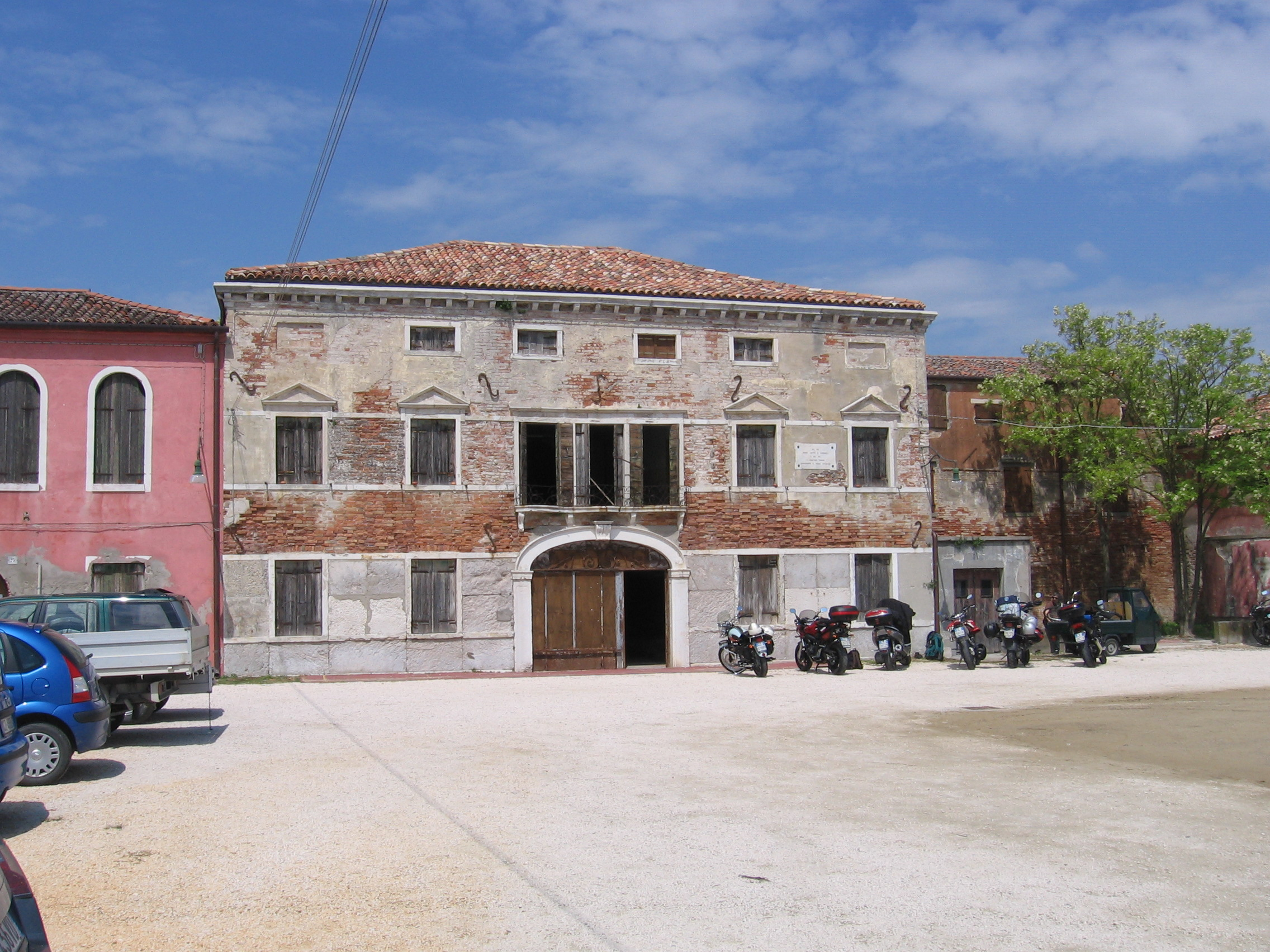
Palazzetto Boldù nella piazzetta di Lio Piccolo.
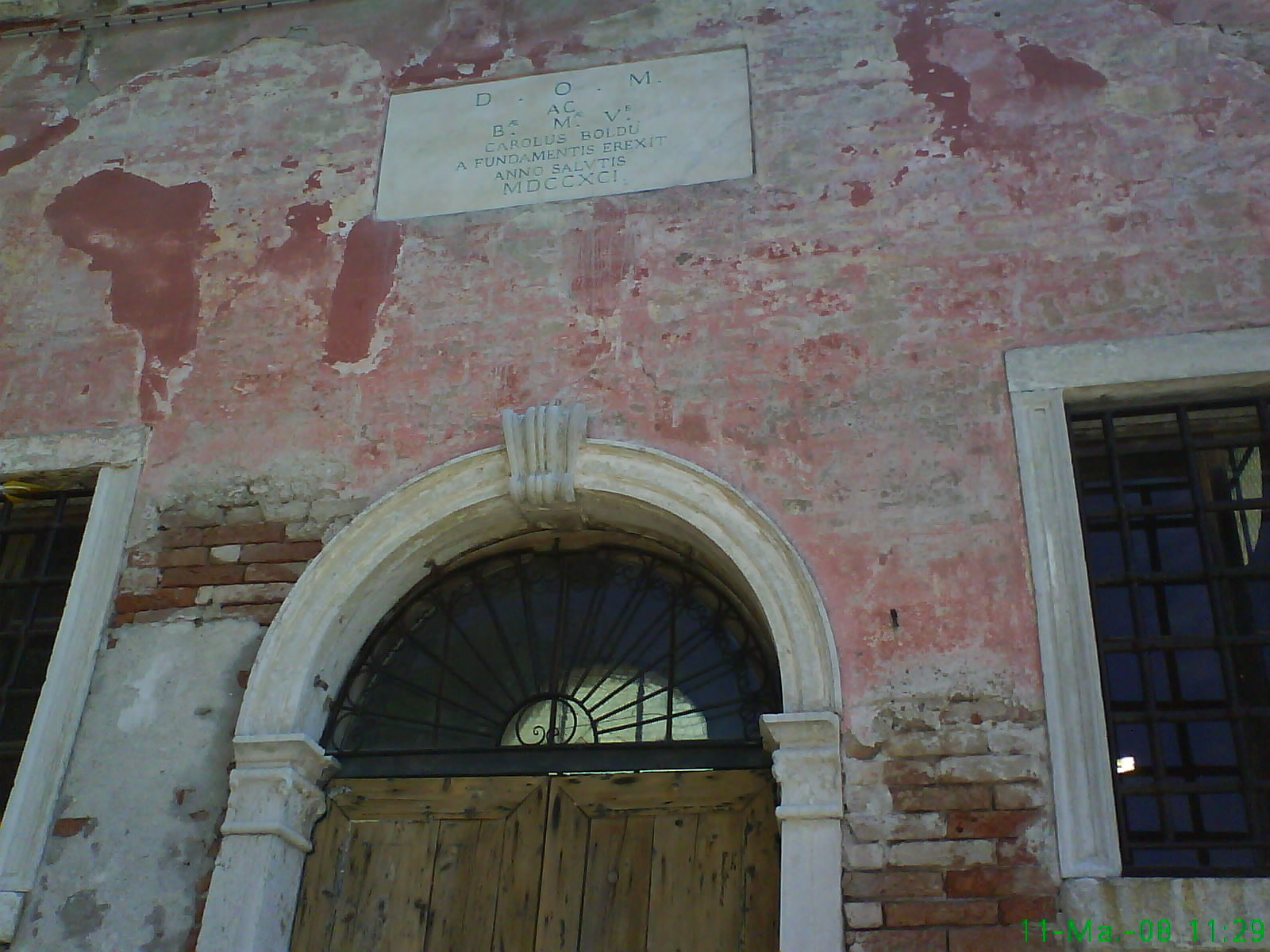
Targa di fondazione della chiesa di S. Maria della Neve.
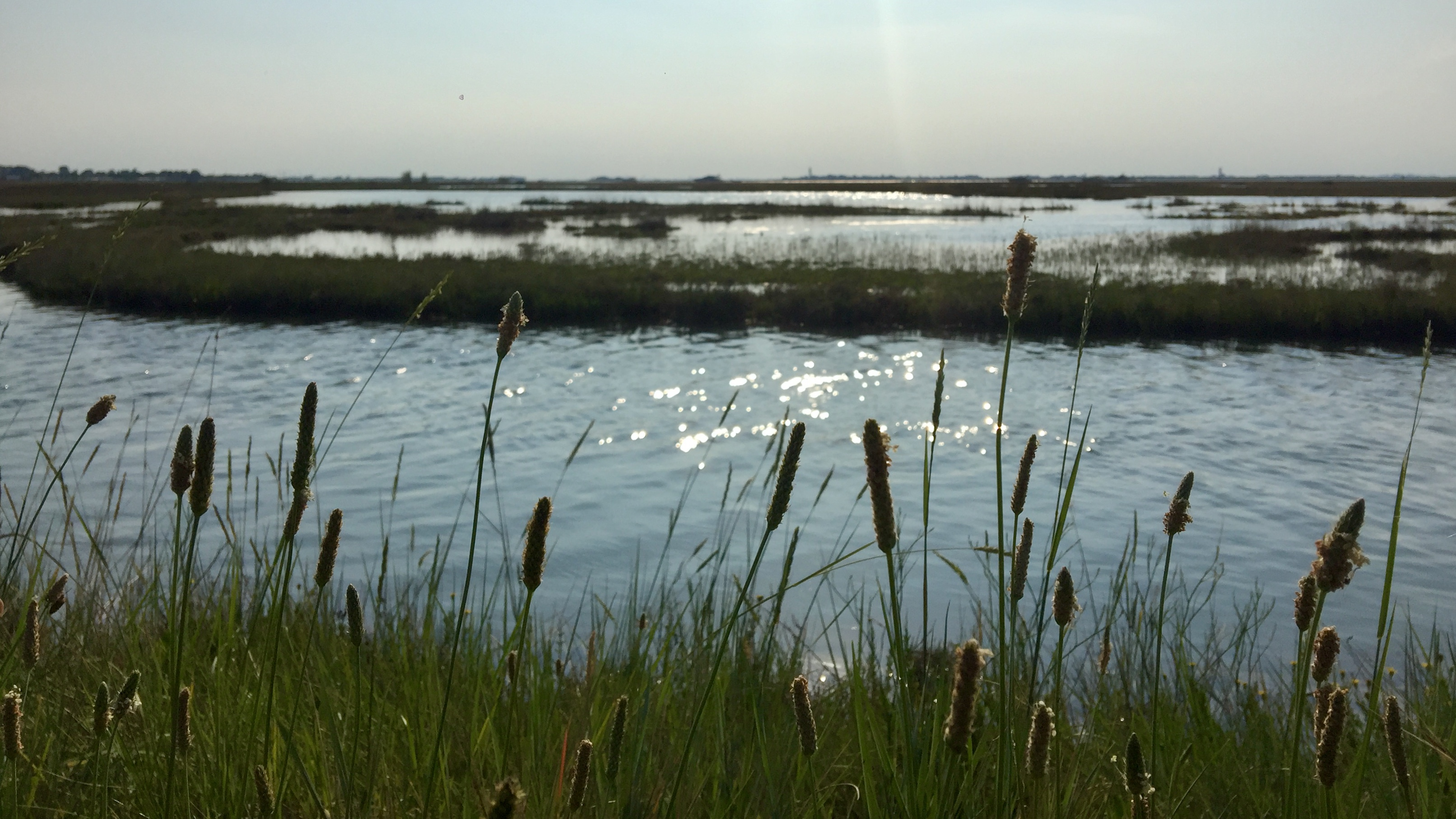
Biotopo litoraneo nella laguna